# Jutta Nardenbach
Jutta Nardenbach (13 de agosto de 1968 - 8 de junho de 2018) foi uma ex-futebolista alemã que atuava como defensora.

## Carreira
Jutta Nardenbach representou a Seleção Alemã de Futebol Feminino, nas Olimpíadas de 1996. 
Morreu em 8 de junho de 2018, aos 49 anos.